# Giuseppe Minaudo
Giuseppe Minaudo (Mazara del Vallo, 22 marzo 1967) è un ex calciatore italiano.

## Biografia
Abbandonato il mondo del calcio, si occupa insieme ad un amico di mutui e finanziamenti..

## Caratteristiche tecniche
Centrocampista di quantità e di gran movimento, era considerato un jolly per la sua capacità di ricoprire più ruoli.

## Carriera

Minaudo (al centro) all'Inter nel 1986, festeggiato da Brady e Mandorlini dopo il suo gol nel derby di Milano, all'esordio da professionista.

Minaudo cresce calcisticamente nell'Inter, società con la quale vince il Torneo di Viareggio 1986 e debutta in Serie A a 19 anni, passando alla storia per aver deciso il derby con il Milan del 6 aprile 1986, al suo esordio da calciatore professionista.
Tuttavia con i nerazzurri milanesi non riesce a trovare un posto fisso in squadra, venendo quindi ceduto all'Udinese in Serie B, con la quale ottiene una promozione nella massima serie. Nella stagione successiva passa all'Ancona, società in cui milita per un altro biennio nella serie cadetta.
Nel 1991 ritorna in Serie A trasferendosi all'Atalanta per due miliardi e mezzo di lire. Con i bergamaschi disputa quattro stagioni, intervallate da una parentesi a Piacenza (con cui vince il campionato di Serie B 1994-1995), diventando un pilastro del centrocampo neroazzurro.
Nel novembre 1995 passa al Torino con cui retrocede in Serie B. A partire dal 1996 scende in Serie C1, vestendo la maglia della Fidelis Andria e della Cremonese, conquistando due promozioni tra i cadetti. Non viene riconfermato nella squadra lombarda, così nel 1998 resta in Serie C1, ingaggiato dalla Juve Stabia: le vespe sfiorano la promozione in Serie B, persa solo nella finale play-off contro il Savoia.
Nella stagione 1999-2000 scende in Serie C2 per vestire la casacca del Novara, per poi concludere la carriera nei dilettanti con Vigor Senigallia (Campionato Nazionale Dilettanti) e Ghisalbese in Eccellenza Lombarda.

## Palmarès

### Competizioni giovanili
- Torneo di Viareggio: 1

Inter: 1986

### Competizioni nazionali
- Campionato italiano di Serie B: 1

Piacenza 1994-1995
- Campionato italiano Serie C1: 1

Fidelis Andria: 1996-1997